# Goransko
Goransko är ett samhälle i Montenegro. Det ligger i den nordvästra delen av landet, 80 km norr om huvudstaden Podgorica. Goransko ligger 1 010 meter över havet och antalet invånare är 334.
Terrängen runt Goransko är bergig åt nordost, men åt sydväst är den kuperad. Runt Goransko är det ganska glesbefolkat, med 48 invånare per kvadratkilometer. Närmaste större samhälle är Plužine, 3,8 km norr om Goransko. Omgivningarna runt Goransko är en mosaik av jordbruksmark och naturlig växtlighet.